# Choerades hamardabanica
Choerades hamardabanica là một loài ruồi trong họ Asilidae. Choerades hamardabanica được Lehr miêu tả năm 1991. Loài này phân bố ở vùng Cổ Bắc giới.